# Yannick Stopyra
Yannick Stopyra (Troyes, 9 januari 1961) is een voormalig profvoetballer uit Frankrijk, die speelde als aanvaller gedurende zijn carrière. Hij heeft Poolse voorouders.

## Interlandcarrière
Stopyra kwam 33 keer uit voor het Franse elftal, en scoorde elf keer voor Les Bleus in de periode 1980-1988. Hij maakte zijn debuut voor Frankrijk op 27 februari 1980 in de vriendschappelijke thuiswedstrijd tegen Griekenland (5-1) in Parijs, net als Didier Christophe en Bernard Genghini. Hij viel in dat duel na rust in voor Eric Pécout en nam het vijfde en laatste Franse doelpunt voor zijn rekening. Stopyra nam met Frankrijk deel aan het WK voetbal 1986 in Mexico.